# Buići (żupania dubrownicko-knińska)
Buići – wieś w Chorwacji, w żupanii dubrownicko-neretwiańskiej, w gminie Župa dubrovačka. W 2011 roku liczyła 359 mieszkańców.